# Jacek Samojłowicz
Jacek Samojłowicz (ur. 28 stycznia 1956 w Gdyni) – polski producent i scenarzysta filmowy. Laureat kilku nagród filmowych w tym Srebrnych Lwów na Festiwalu Polskich Filmów Fabularnych w Gdyni w 2009 jako producent filmu Wojna polsko-ruska. Członek Polskiej Akademii Filmowej i Europejskiej Akademii Filmowej.

## Filmografia

### Jako producent
- Tajemnica Westerplatte (2013)
- Wojna polsko-ruska (2009)
- Skorumpowani (2008)
- Ja wam pokażę! (2006)
- Dziki 2: Pojedynek (2005)

### Jako scenarzysta
- Kac Wawa (2011)
- Skorumpowani (2008)
- Dziki 2: Pojedynek (2005)

## Wybrane nagrody i nominacje
- 2009 – Srebrne Lwy dla filmu Wojna polsko-ruska na Festiwalu Polskich Filmów Fabularnych w Gdyni
- 2009 – Nagroda Publiczności na Międzynarodowym Festiwalu Kina Niezależnego Off Camera za film Wojna polsko-ruska
- 2009 – Wrocławska Nagroda Filmowa na Międzynarodowym Festiwalu Filmowym „Nowe Horyzonty” we Wrocławiu w Konkursie „Nowe Kino Polskie” za film Wojna polsko-ruska
- 2010 – nominacja do Polskiej Nagrody Filmowej, Orzeł w kategorii najlepszy film za Wojnę polsko-ruską
- 2011 – Antynagroda Węże za najgorszy scenariusz: Kac Wawa (razem z Piotrem Czają i Krzysztofem Węglarzem)